# Nigeria op de Olympische Zomerspelen 1996
Nigeria nam deel aan de Olympische Zomerspelen 1996 in Atlanta, Verenigde Staten.

## Medailleoverzicht
| Sport    | Olympiër | Onderdeel       | Medaille |
| -------- | --- | --------------- | -------- |
| Atletiek | Chioma Ajunwa | verspringen (v) | Goud     |
| Voetbal  | Abiodun Obafemi Augustine Okocha Celestine Babayaro Daniel Amokachi Emmanuel Amuneke Emmanuel Babayaro Garba Lawal Joseph Dosu Nwankwo Kanu Kingsley Obiekwu Mobi Obaraku Uche Okechukwu Sunday Oliseh Taribo West Teslim Fatusi Tijani Babangida Victor Ikpeba Wilson Oruma | mannen          | Goud     |
| Atletiek | Falilat Ogunkoya Bisi Afolabi Fatima Yusuf Charity Opara | 4x400m (v)      | Zilver   |
| Atletiek | Mary Onyali | 200m (v)        | Brons    |
| Atletiek | Falilat Ogunkoya | 400m (v)        | Brons    |
| Boksen   | Duncan Dokiwari | +91kg (m)       | Brons    |

## Deelnemers en resultaten

### Atletiek
| Olympiër                                                 | Discipline             | Resultaat | Prestatie                                                                                            |
| -------------------------------------------------------- | ---------------------- | --------- | --- |
| Olapade Adeniken                                         | 100m (m)               | 31e       | serie 10: 3de in 10,41 kwartfinale 2: 6de in 10,38                                                   |
| Deji Aliu                                                | 100m (m)               | 19e       | serie 5: 1ste in 10,34 kwartfinale 1: 4de in 10,26                                                   |
| Davidson Ezinwa                                          | 100m (m)               | 6e        | serie 2: 1ste in 10,03 kwartfinale 3: 2de in 10,08 halve finale 2: 4de in 10,04 finale: 6de in 10,14 |
| Olapade Adeniken                                         | 200m (m)               | DNS       | serie 8: niet gestart                                                                                |
| Francis Obikwelu                                         | 200m (m)               | 12e       | serie 5: 1ste in 20,62 kwartfinale 5: 2de in 20,49 halve finale 1: 5de in 20,56                      |
| Seun Ogunkoya                                            | 200m (m)               | 33e       | serie 11: 2de in 20,78 kwartfinale 4: 6de in 21,00                                                   |
| Sunday Bada                                              | 400m (m)               | 10e       | serie 8: 1ste in 45,19 kwartfinale 1: 1ste in 44,88 halve finale 2: 5de in 45,30                     |
| Clement Chukwu                                           | 400m (m)               | 17e       | serie 7: 1ste in 45,18 kwartfinale 3: 5de in 45,24                                                   |
| Jude Monye                                               | 400m (m)               | DNF       | serie 1: 4de in 46,10 kwartfinale 4: niet gefinisht                                                  |
| Steve Adegbite                                           | 110m horden (m)        | 49e       | serie 5: 7de in 14,06                                                                                |
| William Erese                                            | 110m horden (m)        | 43e       | serie 4: 5de in 13,98                                                                                |
| Moses Oyiki                                              | 110m horden (m)        | 48e       | serie 2: 6de in 14,04                                                                                |
| Kenny Aladefa                                            | 400m horden (m)        | 23e       | serie 1: 5de in 49,60                                                                                |
| Deji Aliu Davidson Ezinwa Osmond Ezinwa Francis Obikwelu | 4x100m (m)             | DNF       | serie 1: 4de in 39,47 halve finale 2: niet gefinisht                                                 |
| Sunday Bada Clement Chukwu Udeme Ekpenyong Ayuba Machem  | 4x400m (m)             | DSQ       | serie 3: 3de in 3.02,73 halve finale 2: gediskwalificeerd                                            |
| Festus Igbinoghene                                       | hink-stap-springen (m) | 35e       | kwalificatie groep A: 16de met 15,95m                                                                |
| Chima Ugwu                                               | kogelstoten (m)        | 25e       | kwalificatie groep A: 13de met 18,39m                                                                |
| Adewale Olukoju                                          | discuswerpen (m)       | 17e       | kwalificatie groep A: 9de met 60,98m                                                                 |
| Pius Bazighe                                             | speerwerpen (m)        | 32e       | kwalificatie groep B: 16de met 70,78m                                                                |
|                                                          |                        |           | |
| Chioma Ajunwa                                            | 100m (v)               | 10e       | serie 5: 2de in 11,25 kwartfinale 1: 3de in 11,24 halve finale 1: 5de in 11,14                       |
| Mary Onyali-Omagbemi                                     | 100m (v)               | 7e        | serie 7: 2de in 11,17 kwartfinale 2: 2de in 11,08 halve finale 2: 2de in 11,04 finale: 7de in 11,13  |
| Mary Tombiri-Shirey                                      | 100m (v)               | 27e       | serie 2: 4de in 11,50 kwartfinale 3: 8ste in 11,56                                                   |
| Mary Onyali-Omagbemi                                     | 200m (v)               | Brons     | serie 1: 2de in 22,42 kwartfinale 3: 2de in 22,37 halve finale 1: 2de in 22,16 finale: 3de in 22,38  |
| Calister Ubah                                            | 200m (v)               | 29e       | serie 2: 6de in 23,34 kwartfinale 4: 7de in 23,62                                                    |
| Bisi Afolabi                                             | 400m (v)               | 13e       | serie 7: 1ste in 51,80 kwartfinale 1: 4de in 51,07 halve finale 1: 8ste in 51,40                     |
| Falilat Ogunkoya                                         | 400m (v)               | Brons     | serie 6: 2de in 52,65 kwartfinale 3: 1ste in 50,65 halve finale 2: 2de in 49,57 finale: 3de in 49,10 |
| Fatima Yusuf                                             | 400m (v)               | 6e        | serie 3: 3de in 52,25 kwartfinale 4: 2de in 51,27 halve finale 1: 2de in 50,36 finale: 6de in 49,77  |
| Ime Akpan                                                | 110m horden (v)        | 22e       | serie 6: 4de in 13,11 kwartfinale 2: 7de in 13,02                                                    |
| Taiwo Aladefa                                            | 110m horden (v)        | 26e       | serie 5: 3de in 13,06 kwartfinale 4: 6de in 13,11                                                    |
| Angela Atede                                             | 110m horden (v)        | 18e       | serie 3: 2de in 12,88 kwartfinale 1: 5de in 12,85                                                    |
| Lade Akinremi                                            | 400m horden (v)        | 23e       | serie 2: 8ste in 56,83                                                                               |
| Chioma Ajunwa Mary Onyali Christy Opara Mary Tombiri     | 4x100m (v)             | 5e        | serie 2: 2de in 43,54 finale: 5de in 42,56                                                           |
| Bisi Afolabi Falilat Ogunkoya Charity Opara Fatima Yusuf | 4x400m (v)             | Zilver    | serie 1: 2de in 3.23,24 finale: 2de in 3.21,04                                                       |
| Chioma Ajunwa                                            | verspringen (v)        | Goud      | kwalificatie groep A: 2de met 6,81m finale: 1ste met 7,12m                                           |

### Badminton
| Olympiër                            | Discipline     | Resultaat | Prestatie                                              |
| ----------------------------------- | -------------- | --------- | ------------------------------------------------------ |
| Kayode Akinsanya                    | enkelspel (m)  | 33e       | 1ste ronde: V van DEN Stuer-Lauridsen: 0-15, 2-15      |
|                                     |                |           |                                                        |
| Obigeli Olorunsola                  | enkelspel (v)  | 33e       | 1ste ronde: vrij 2de ronde: V van KOR Bang: 0-15, 0-15 |
|                                     |                |           |                                                        |
| Kayode Akinsanya Obigeli Olorunsola | dubbelspel (g) | 33e       | 1ste ronde: V van DEN Olsen/Jakobsen: 1-15, 2-15       |

### Boksen
| Olympiër        | Discipline | Resultaat | Prestatie |
| --------------- | ---------- | --------- | --- |
| Kehinde Aweda   | -54kg (m)  | 17e       | 1ste ronde: V van TJK Hasanov: 10-20 |
| Daniel Attah    | -57kg (m)  | 9e        | 1ste ronde: W van PNG Ipera: 14-2 2de ronde: V van HUN Nagy: 12-14 |
| Duncan Dokiwari | +91kg (m)  | Brons     | 1ste ronde: W van IRI Samadi: scheidsrechterlijke beslissing 2de ronde: W van PAK Khan: scheidsrechterlijke beslissing kwartfinale: W van AZE Mamedov: scheidsrechterlijke beslissing halve finale: V van TGA Wolfgramm: 6-7 |

### Gewichtheffen
| Olympiër       | Discipline | Resultaat | Prestatie                                                    |
| -------------- | ---------- | --------- | ------------------------------------------------------------ |
| Mojisola Oluwa | -70kg (m)  | 18e       | trekken: 18de met 140kg stoten: 17de met 170kg totaal: 310kg |

### Judo
| Olympiër     | Discipline | Resultaat | Prestatie                                            |
| ------------ | ---------- | --------- | ---------------------------------------------------- |
| Suleman Musa | -78kg (m)  | 21e       | 1ste ronde: vrij 2de ronde: V van ALG Cherifi: ippon |

### Tafeltennis
| Olympiër                   | Discipline     | Resultaat | Prestatie |
| -------------------------- | -------------- | --------- | --- |
| Sule Olaleye               | enkelspel (m)  | 49e       | groep M: 4de V van CAN Huang: 0-2 V van USA Zhuang: 0-2 V van GBR Xinhua: 1-2                                 |
| Segun Toriola              | enkelspel (m)  | 33e       | groep P: 3de V van GRE Kreanga: 0-2 W van IND Baboor: 2-1 V van FRA Chila: 0-2                                |
| Sule Olaleye Segun Toriola | dubbelspel (m) | 17e       | groep H: 3de V van YUG Grujić/Lupulesku: 0-2 V van JPN Matsushita/Shibutani: 0-2 W van CZE Korbel/Plachý: 2-0 |
|                            |                |           | |
| Bose Kaffo                 | enkelspel (v)  | 49e       | groep P: 4de V van SUI Tu: 0-2 V van ROU Ciosu: 1-2 V van BRA Kosaka: 0-2                                     |
| Funke Oshonaike            | enkelspel (v)  | 49e       | groep I: 4de V van PRK Kim: 0-2 V van RUS Timina: 0-2 V van GER Schöpp: 0-2                                   |
| Bose Kaffo Funke Oshonaike | dubbelspel (v) | 25e       | groep F: 4de V van RUS Palina/Timina: 0-2 V van USA Wang/Yip: 1-2 V van NED Noor/Vriesekoop: 0-2              |

### Tennis
| Olympiër    | Discipline    | Resultaat | Prestatie                                      |
| ----------- | ------------- | --------- | ---------------------------------------------- |
| Sule Ladipo | enkelspel (m) | 33e       | 1ste ronde: V van AUS Stoltenberg: 6-7(4), 3-6 |

### Voetbal
| Olympiër | Discipline | Resultaat | Prestatie |
| --- | ---------- | --------- | --- |
| Abiodun Obafemi Augustine Okocha Celestine Babayaro Daniel Amokachi Emmanuel Amuneke Emmanuel Babayaro Garba Lawal Joseph Dosu Nwankwo Kanu Kingsley Obiekwu Mobi Obaraku Uche Okechukwu Sunday Oliseh Taribo West Teslim Fatusi Tijani Babangida Victor Ikpeba Wilson Oruma | mannen     | Goud      | groep D: 2de W van Hongarije: 1-0 W van Japan: 2-0 V van Brazilië: 0-1 kwartfinale: W van Mexico: 2-0 halve finale: W van Brazilië: 4-3 finale: W van Argentinië: 3-2 |

| Groep D |           |             |             |             |             |            |            |            |        |
| #       | Land      | Wedstrijden | Wedstrijden | Wedstrijden | Wedstrijden | Doelpunten | Doelpunten | Doelpunten | Punten |
| #       | Land      | G           | W           | G           | V           | V          | T          | Saldo      | Punten |
| 1       | Brazilië  | 3           | 2           | 0           | 1           | 4          | 2          | +2         | 6      |
| 2       | Nigeria   | 3           | 2           | 0           | 1           | 3          | 1          | +2         | 6      |
| 3       | Japan     | 3           | 2           | 0           | 1           | 4          | 4          | 0          | 6      |
| 4       | Hongarije | 3           | 0           | 0           | 3           | 3          | 7          | -4         | 0      |

| Ronde        | Datum      | Plaats   | Land | Score      | Land |
| ------------ | ---------- | -------- | ---- | ---------- | ---- |
| Groepsfase   |            |          |      |            |      |
| 21 juli      | Orlando    | Nigeria  | 1-0  | Hongarije  |      |
| 23 juli      | Orlando    | Nigeria  | 2-0  | Japan      |      |
| 25 juli      | Miami      | Brazilië | 1-0  | Nigeria    |      |
| Kwartfinale  |            |          |      |            |      |
| 28 juli      | Birmingham | Mexico   | 0-2  | Nigeria    |      |
| Halve finale |            |          |      |            |      |
| 31 juli      | Athens     | Nigeria  | 4-3  | Brazilië   |      |
| Finale       |            |          |      |            |      |
| 3 augustus   | Athens     | Nigeria  | 3-2  | Argentinië |      |

### Worstelen
| Olympiër         | Discipline  | Resultaat   | Prestatie |
| Vrije stijl      | Vrije stijl | Vrije stijl | Vrije stijl |
| ---------------- | ----------- | ----------- | --- |
| Isaac Jacob      | -48kg (m)   | 9e          | 1ste ronde: V van CUB Vila: 0-4 herkansingen: W van GUA Ramírez: 3-0 herkansingen 2: W van KGZ Torgovkin: walk-over herkansingen 3: V van ROU Corduneanu: 6-7 |
| Ibo Oziti        | -68kg (m)   | 18e         | 1ste ronde: V van UKR Zazirov: 0-10 herkansingen: V van IRI Fallah: 0-1 |
| Victor Kodei     | -90kg (m)   | 6e          | 1ste ronde: V van IRI Khadem: 1-6 herkansingen: W van PUR Betancourt: 10-0 herkansingen 2: W van CAN Bianco: 7-0 herkansingen 3: W van HUN Bacsa: 7-4 herkansingen 4: W van KOR Kim: 7-0 herkansingen 5: V van SVK Lohyňa: 0-10 5-6de plek: V van UKR Tedeyev: 0-12 |
| Grieks-Romeins   |             |             | |
| Tiebiri Godswill | -52kg (m)   | 9e          | 1ste ronde: V van BUL Anev: 0-11 herkansingen: V van LTU Vartanov: 0-4 |

### Zwemmen
| Olympiër    | Discipline         | Resultaat | Prestatie             |
| ----------- | ------------------ | --------- | --------------------- |
| Musa Bakare | 50m vrije slag (m) | DNS       | serie 2: niet gestart |

Afghanistan · Albanië · Algerije · Amerikaanse Maagdeneilanden · Amerikaans-Samoa · Andorra · Angola · Antigua‑Barbuda · Argentinië · Armenië · Aruba · Australië · Azerbeidzjan · Bahama's · Bahrein · Bangladesh · Barbados · België · Belize · Benin · Bermuda · Bhutan · Bolivia · Bosnië en Herzegovina · Botswana · Brazilië · Britse Maagdeneilanden · Brunei · Bulgarije · Burkina Faso · Burundi · Cambodja · Canada · Centraal-Afrikaanse Republiek · Chili · China · Chinees Taipei · Colombia · Comoren · Congo-Brazzaville · Cookeilanden · Costa Rica · Cuba · Cyprus · Denemarken · Djibouti · Dominica · Dominicaanse Republiek · Duitsland · Ecuador · Egypte · El Salvador · Equatoriaal-Guinea · Estland · Ethiopië · Fiji · Filipijnen · Finland · Frankrijk · Gabon · Gambia · Georgië · Ghana · Grenada · Griekenland · Groot-Brittannië · Guam · Guatemala · Guinee · Guinee-Bissau · Guyana · Haïti · Honduras · Hongarije · Hongkong · Ierland · IJsland · India · Indonesië · Irak · Iran · Israël · Italië · Ivoorkust · Jamaica · Japan · Jemen · Joegoslavië · Jordanië · Kaaimaneilanden · Kaapverdië · Kameroen · Kazachstan · Kenia · Kirgizië · Koeweit · Kroatië · Laos · Lesotho · Letland · Libanon · Liberia · Libië · Liechtenstein · Litouwen · Luxemburg ·  Macedonië · Madagaskar · Malawi · Malediven · Maleisië · Mali · Malta · Marokko · Mauritanië · Mauritius · Mexico · Moldavië · Monaco · Mongolië · Mozambique · Myanmar · Namibië · Nauru · Nederland · Nederlandse Antillen · Nepal · Nicaragua · Nieuw-Zeeland · Niger · Nigeria · Noord-Korea · Noorwegen · Oeganda · Oekraïne · Oezbekistan · Oman · Oostenrijk · Pakistan · Palestina · Panama · Papoea-Nieuw-Guinea · Paraguay · Peru · Polen · Portugal · Puerto Rico · Qatar · Roemenië · Rusland · Rwanda · Saint Kitts en Nevis · Saint Lucia · Saint Vincent en Grenadines · Salomonseilanden · Samoa · San Marino · Sao Tomé en Principe · Saoedi-Arabië · Senegal · Seychellen · Sierra Leone · Singapore · Slovenië · Slowakije · Soedan · Somalië · Spanje · Sri Lanka · Suriname · Swaziland · Syrië · Tadzjikistan · Tanzania · Thailand · Togo · Tonga · Trinidad en Tobago · Tsjaad · Tsjechië · Tunesië · Turkije · Turkmenistan · Uruguay · Vanuatu · Venezuela · Verenigde Arabische Emiraten · Verenigde Staten · Vietnam · Wit-Rusland · Zaïre · Zambia · Zimbabwe · Zuid-Afrika · Zuid-Korea · Zweden · Zwitserland